# Connections
Ray Johnson on-line er en dansk eksperimentalfilm fra 2001, der er instrueret af Steen Møller Rasmussen og Lars Movin efter manuskript af sidstnævnte.

## Handling
Portræt af den amerikanske kunstner Ray Johnson (1927-1995), drivkraften bag den såkaldte 'New York Correspondence School', startet i de tidlige tressere. Ray Johnson var især kendt for sine talrige mail art projekter. Filmen er baseret på en personlig fortolkning af hans kunstneriske netværksstrategier og anvender telefon og internet som primære kilder for lyd og billede.